# 伍兹试剂
伍兹试剂（英語：Woods reagent）是一种有机化合物，化学式为C15H10O9，化学名为2-(3-羟基-6-羟甲基-4-氧代-4H-吡喃-2-基)-6-羟甲基吡喃并[3,2-b]吡喃-4,8-二酮，最早由L.L.伍兹发现并推荐用作螯合试剂。它可以用于铁(III)和金(III)的分光光度法测定。